# アル＝ヌスラ戦線
アル＝ヌスラ戦線（アル・ヌスラせんせん、アラビア語: جبهة النصرة لأهل الشام, jabhat al-nuṣra li-ahl al-Shām(ジャブハト・アン＝ヌスラ・リ・アハル・アッ＝シャーム)）は、シリアで活動するサラフィー・ジハード主義の反政府武装組織でありイスラム原理主義を掲げるグループである。2017年1月28日以降は4つの反政府武装勢力を吸収したシャーム解放機構と名称を変えて活動している。

## 概要
シリア、レバノンにおけるアルカーイダの関連組織であり、時に「シリアのアルカイダ」、「レバントのアルカイダ」と呼ばれることもある。シリア内戦における一連の軍事行動において反政府側に立つスンニ派ジハード主義組織。正式名称は「アッ＝シャームの民のアン＝ヌスラ戦線」などと訳される。日本メディアでは、「ヌスラ戦線」と表記されることが多い。戦線は結成を2012年1月23日、シリア内戦の最中としている。
2012年、ワシントン・ポストはヌスラ戦線をもっとも成功した自由シリア軍の同盟組織と評価した。その10日後、アメリカはヌスラ戦線をテロ組織と認定している。加えて国連安保理・フランス・オーストラリア・イギリス・カナダ・サウジアラビア・ニュージーランド・アラブ首長国連邦・ロシア・トルコも戦線をテロ組織と認定している。
2013年4月、イラクとシャームのイスラーム国の指導者アブー・バクル・バグダーディーは、ヌスラ戦線をISILシリア支部であると発表。対してヌスラ戦線のリーダー、アブー・ムハンマド・アル＝ジャウラーニー（Abu Mohammad al-Jawlani）はいかなる合併も行われていないとしてそれを否定、組織はアルカイダのリーダー、アイマン・ザワーヒリーに忠誠を誓っていると断言した。しかしながら2013年5月、ヌスラ戦線からISILに同調する一派がISILを名乗り活動を始めた。
現在、ヌスラ戦線は他のイスラム主義組織やジハード主義組織、時には自由シリア軍系の組織と協力してシリア政府軍と戦っている。
2016年7月28日、指導者のアブー・ムハンマド・アル＝ジャウラーニーは、アルカイダからの離脱と、新しい組織名を「レバント征服戦線」（英語: Jabhat Fateh al-Sham、アラビア語: جبهة فتح الشام）とすることを発表した。

## 主義思想
ヌスラ戦線は主にシリアのスンニ派イスラム教徒で構成されている。アサド政権の転覆を目的とし、シャリーアに基づくパン＝イスラーム主義国家の成立、イスラム帝国の復権を目指している。戦線は早い段階から包括的な意味でのジハードよりも、近い目標としてシリア政府の転覆に主眼を置いてきた。シリア国内のメンバーは、戦線はアサド政権と戦っているのであり、欧米諸国に攻撃を仕掛けるべきではないと主張している。一方で戦線の掲げる方針にはアメリカとイスラエルはイスラムの敵であるという文言を保持しており、さらには欧米諸国のシリアへの介入に警告を与えている。ヌスラ戦線の指導者ジャウラーニーは「我々は政府とその手先達、すなわちヒズボラやその他の組織を屈服させるためにここにいる」と語っている。
2014年、戦線のシャリーア事務官、ダル・サーミ・アル・オライディ（Dr Sami Al Oraidi）は戦線がアブー・ムサブ・アル＝スリ（Abu Musab al-Suri）の影響を受けていることを明らかにした。戦線の基本戦略はアブー・ムサブの示した地元のムスリムコミュニティの心をつかむための4つの指針に由来している。すなわち、人々にサービスを提供すること、過激派と認識されることを避けること、コミュニティや他の反乱組織との強固な関係を維持すること、政権との戦闘だけに集中すること、の4つである。

## 歴史

### 前史
シンクタンクのキリアム（Quilliam）は、戦線のメンバーの大半はイラクにおいて米軍との戦闘を繰り広げていたアブー・ムスアブ・アッ＝ザルカーウィーのイスラム主義ネットワークに参加していたシリア人だと報告している。多くのシリア人は米軍の撤退後もイラクにとどまったが2011年シリア内戦が起こるとISI（現ISIL）はシリア人ムジャヒディーン、そしてイラク人のゲリラ戦エキスパートをシリアに送り込んだ。2011年10月、2012年1月と複数回にわたる会合がリーフ・ディマシュクとホムスにて行われ、グループの目標が定められた。

### 結成
2012年1月24日にアル＝ヌスラ戦線として最初の声明が発表され、その中でシリア政府への徹底抗戦が呼びかけられた。のちに2月のアレッポの爆弾事件、1月のアルミダンの爆弾事件、3月のダマスカスの爆弾事件 、ジャーナリスト、ムハンマド・アル＝サイード（Mohammed al-Saeed）の殺人についてそれぞれ犯行声明をだした。
イラクの外相ホシャル・ジバリ（Hoshyar Zebari）はISILメンバーがヌスラ戦線に参加するためにかつて彼らが武器や支援を受けたシリアへと向かったと語っている。現在彼らがシリア国内で最も訓練と経験を積んだ戦士となっている。かれらの攻撃性はイスラム教の定めた祝日にさえ休戦を拒んだことからもうかがえる。

### 成長
アメリカの諜報部は早い段階からアレッポとダマスカスの爆弾事件の犯人としてアルカイダを疑っていたと伝えられている。イラク内相代理は2月前半、イラクから武器とイスラム主義の民兵が続々とシリア入りしていると語った。戦線はシリアの首都ダマスカスでの自爆テロの実行犯としてアル＝ザフラ・アル＝ズバイディ（al-Zahra al-Zubaydi）の名をあげた。亡命したシリアの元外交官ナワフ・アル＝ファレス（Nawaf al-Fares）はデイリー・テレグラフのインタビューに対し、かつてファレス自身が手引きし米軍と戦うためにイラクに送り込んだジハーディストたちが、今は反乱軍を非難する口実を得るためにシリア政府からの直接の命令でシリア市民に対して自爆攻撃を行っていると語った。
2012年6月27日、首都ダマスカスのすぐ南に位置する街、ドロウシャ（Drousha）の政府寄りテレビ局を反政府勢力が制圧。ヌスラが犯行声明をだした。
2012年の後半、ヌスラ戦線はシリアの武装勢力の中でも特に訓練された部隊として頭角を現した。2012年の10月にはイード・アル＝アドハー（祝日）の4日間の休戦を拒んでいることからも彼らの攻撃性をうかがい知ることができる。
2012年10月から12月にかけ、特にアメリカがヌスラ戦線をテロ指定して以降、ヌスラ戦線は不特定の反乱組織や、アレッポの自由シリア軍スポークスマン、29の武装・非武装勢力、シリア国民連合の指導者から賞賛された。一方で自由シリア軍の複数の指導者が匿名で、またシリア北部の世俗武装勢力も同様に、ヌスラの目標としている宗教に束縛された社会は受け入れがたいと不快感を示した。
2012年11月、ハフィントン・ポストはヌスラ戦線を、シリアの反政府勢力のうちで最も良く訓練され、最も経験を積んだ部隊であると紹介した。自由シリア軍穏健派のスポークスマンは2012年11月の時点でヌスラは6千から1万の人の戦闘員を抱え、自由シリア軍の同盟組織全勢力の7-9パーセントを占める、と発言している。ワシントン・ポストのデヴィッド・イグナティウス（David Ignatius）はヌスラ戦線を最も攻撃的で成功した自由シリア軍のメンバーであると評価している。アメリカ合衆国国務省は、自由シリア軍の中でも勇敢で常に最前線にいるヌスラ戦線が最も死傷者を出していると報告を受けている、と語っている。
2012年12月10日、アメリカはヌスラ戦線と、その同盟関係にあるイラクの聖戦アル＝カーイダ組織をテロ組織に認定した。同月23日には、ヌスラがアレッポ上空を飛行禁止空域と宣言。民間機の飛行も禁止した。
2013年1月までにヌスラはシリアで高い人気と支持を集めており、その後数ヶ月にわたり組織は成長を続けた。
2013年1月28日、アレッポ市内で多数の市民が拉致され、翌日射殺体となって市内のクワイク川から発見された。78人以上が死亡。

### ISILへの対抗
2013年の4月8日、イスラミック・ステイト・オブ・イラク（ISI、すなわち後のISIS）の指導者アブー・バクル・アル＝バグダーディーはオーディオ・メッセージを公開し、その中でヌスラ戦線は彼の組織の一部であると発表した。さらに彼はヌスラ戦線とISIを合併し、彼の指揮のもとでISISを組織するとした。その翌日、ヌスラ戦線の指導者、アブー・ムハンマド・アル＝ジャウラーニー（Abu Mohammad al-Jawlani）が合併を拒否し、戦線がアルカイダとその指導者アイマン・ザワーヒリーに忠誠を誓っていると公言、バグダーディーからはいかなる提案も受けていなかったことを明らかにした。しかしその後にヌスラから一部の構成員（主に外国人戦闘員）がバグダーディーに同調してISISに加わった。
2013年4月24日、アレッポ市内で行われた戦闘の中で、ウマイヤド・モスクのミナレットが爆破される。ヌスラと政府軍との間で責任をめぐり非難の応酬があった。
2013年5月ロイターは、バグダーディーがイラクからシリアのアレッポに入り、ヌスラ戦線の戦闘員に対して勧誘を始めたと報じている。
2013年11月、アルカイダのザワーヒリーはISILの解散を命じ、ヌスラ戦線がシリアにおける唯一のアルカイダ支部であると発表、そしてヌスラに「Tanzim Qa'edat Al-Jihad fi Bilad Al-Sham」の称号を与え、正式にアルカイダのネットワークへ組み込んだ。
ISISがシャーム自由人イスラム運動（Ahrar ash-Sham）の司令官（Abu Khaled al-Souri）殺害に関与した疑いから、ヌスラとISISの確執が表面化した。2014年2月、ヌスラの指導者ジャウラーニーは公正を期すため5日以内に無実である証拠をそろえて著名な聖職者3名に送るようにとISILに対して警告を与えた。
2014年4月16日、ISISはヌスラのイドリブ県の司令官、アブー・ムハンマドアル＝アンサリ（Abu Mohammad al-Ansari）とその家族を殺害した。2014年の5月にはISISとヌスラとの間に武力衝突がおき、双方から数百名の死者が出た。
2014年8月28日、戦線のメンバーがフィジーの国連平和維持軍45名をゴラン高原にて誘拐。ゴラン高原は国際連合兵力引き離し監視軍の活動地域である。ヌスラは人質の解放の条件として国連にテロ組織の指定の解除を求めた。平和維持軍に加え、戦線は日常的に国連の車を拿獲しては自動車爆弾に使っている。
2015年3月から5月にかけて展開され成功を収めたイドリブ県での攻勢では、ヌスラ戦線は自由シリア軍、穏健派・過激派のイスラム主義組織、その他の独立したジハード主義組織と共闘し大きな貢献をした。
2015年からのロシア連邦航空宇宙軍によるシリア空爆は、ヌスラ戦線をターゲットにしたという報告がある。ヌスラはロシア兵の捕縛に賞金をかけた。

## 支配地域
2013年7月の時点でヌスラはハサカ県のアル＝シャダダー（Al-Shaddadah、人口およそ1,600）を支配していた。2014年12月にはイドリブ県の大部分を支配しているが、県都はシリア政府軍が押さえていた。

## 国際的支援
少なくともアラブ地域の一政府のカタールがヌスラ戦線を支援していると非難している。アメリカ政府は遅くとも2013年、早ければ2011年の騒乱初期の段階からシリアの反乱組織に武器を送っていた。これらの武器はヌスラやISILといった過激派組織の手に渡ったと伝えられている。
ヌスラはまた外国のメンバーからも物質的な支援を受けている。これらの支援は基本的に彼らとのネットワークの強いヨーロッパやアラブ地域からのものが大部分を占める。しかし2013年11月、アメリカの国籍や永住権を持つ者がヌスラの活動に加わった、あるいは加わろうとしたケースが2013年だけで6件あると公表された。
また、Malhama Tactical社という民間軍事会社を雇っている。Malhama Tactical社は、ウズベキスタン出身のAbu Rofiq (2017年2月7日に空爆で死亡)を中心に最大でも10人と小規模で活動しているが、射撃や戦術に関する高度な訓練をヌスラおよび後続組織の戦闘員に行っている。